# Mesochorus cingulatus
Mesochorus cingulatus är en stekelart som beskrevs av Dasch 1974. Mesochorus cingulatus ingår i släktet Mesochorus och familjen brokparasitsteklar. Inga underarter finns listade i Catalogue of Life.